# 西尾市立津平小学校
西尾市立津平小学校（にしおしりつ つひらしょうがっこう）は、愛知県西尾市吉良町にある公立小学校。

## 概要
- 吉良町駮馬、吉良町宮迫、吉良町津平、吉良町友国が校区である。公立中学校に進む場合は西尾市立吉良中学校である[1]。
- 旧・幡豆郡吉良町北西部（旧・横須賀村）の小学校である。
- 津平小学校独自の活動として、児童たちで構成する少年防犯隊がある。これは農繁期の留守家庭を空き巣などの被害から守るために、1953年に農繁期防犯隊として結成されたのが最初である。毎年5月下旬から6月中旬の農繁期に結成され、各通学団は少年防犯隊と書かれた班旗を掲げて登下校時にパトロールを行う。

## 沿革
創立は1908年（明治41年）9月である。これは横須賀第一尋常小学校となった年である。ここではそれ以前についても記述する。
- 1873年（明治6年）2月1日 - 明習学校として開校。観音寺[注釈 1]を仮校舎とする。
- 1878年（明治11年）9月 - 幡豆郡第8学区公立小学津平学校に改称する。
- 1889年（明治22年）10月1日 - 友国村、津平村、宮迫村、駮馬村が合併し、厨村が発足する。
- 1890年（明治23年） - 厨尋常小学校に改称する。
- 1906年（明治39年）5月1日 - 横須賀町、荻原村、富田村、瀬門村、厨村が合併し、横須賀村が発足する。
- 1908年（明治41年）9月 - 横須賀第一尋常小学校に改称する。現在地に校舎を新築し、移転する。
- 1941年（昭和16年）4月1日 - 横須賀村東部国民学校に改称する。
- 1947年（昭和22年）4月1日 - 横須賀村立横須賀東部小学校に改称する。
- 1955年（昭和30年）3月10日 - 吉田町と横須賀村が合併し、吉良町が発足。同時に吉良町立津平小学校に改称する。
- 1966年（昭和41年）7月 - プールが完成する。
- 1977年（昭和52年）6月 - 新校舎（鉄筋コンクリート造）が完成する。
- 1982年（昭和57年）2月 - 体育館が完成する。
- 2007年（平成19年）12月 - 創立100周年記念式典を行う。
- 2011年（平成23年）4月1日 - 吉良町が西尾市に編入される。同時に西尾市立津平小学校に改称する[2]。

## 交通アクセス
- 名鉄西尾線上横須賀駅下車、徒歩約30分。